# Točenský potok
Točenský potok je potok (v Centrální evidenci vodních toků vedený pod názvem "Přítok Břežanského potoka" - IDVT vodní linie 10265795) v pražské části Točná. V Břežanskému údolí se zprava vlévá do Břežanského potoka, přičemž koncový úsek potoka spadá do katastrálního území Lhota u Dolních Břežan obce Dolní Břežany v okrese Praha-západ ve Středočeském kraji. Délka toku činí 1,47 km (od hráze rybníka) až 2,32 km (podzemní část toku je obtížně měřitelná). Plocha povodí měří zhruba 1,7 km².

## Průběh toku
Potok pramení v pražské části Točná. Původně byly v Točné čtyři rybníky, které propojoval právě Točenský potok, jak ukazuje zobrazení na starých mapách (např. první vojenské mapování). Samotný pramen potoka je podzemní a podle ústní tradice se nachází někde u památného dubu v polích mezi Točnou a Cholupicemi. Mezi tímto dubem a autobusovou zastávkou Hrazanská se nachází stará studna, zřízená zde zhruba v polovině 50. let, kterou do začátku 60. let využívali vojáci protiletadlové baterie Točná. Zdá se pravděpodobné, že pramen napájející studnu a pramen Točenského potoka jsou totožné. Pramenů se v této lokalitě ale může nacházet i více, podle starých map se mezi Hrazanskou ulicí, dubem, současnou cyklostezkou do Dolních Břežan a rybníkem Kosiňák nacházel mokřad o kterém svědčí i pomístní název V Jezerech. 
Točenský potok pak napájí rybník Kosiňák mezi památným dubem a Točnou. Dále teče do prostoru Junkova statku, kde se podle prvního vojenského mapování nacházel další rybníček, a přes dolní část pozemku Marvalova statku, kde také býval podlouhlý rybníček, se pod zavážkou, na které nyní stojí dětské hřiště (dříve mokřad s velkými vrbami), dostává k rybníku na návsi.
Od hráze rybníka lze délku jeho toku už spolehlivě měřit. Vtéká do Točenské rokle, součásti přírodní rezervace Šance, která je současně značena jako evropsky významná lokalita Břežanské údolí. Poměrně prudký tok pokračuje podél jižního úpatí vrchu Šance a na necelém půldruhém kilometru od hráze rybníka na návsi překonává spád 94 metrů. Od pramene u památného dubu jde o vzdálenost 2,32 kilometru a spád 107 metrů. Prakticky v celé své délce tvoří potok hranici mezi Brdskou vrchovinou a Říčanskou plošinou, respektive plošinou Pražskou. Na posledních metrech toku opouští hlavní město Prahu a v okrese Praha-západ vtéká do Středočeského kraje. V katastru Lhoty u Dolních Břežan obce Dolní Břežany se u trampské osady Na Place vlévá do Břežanského potoka.